# Мисон из Хены
Мисон (др.-греч. Μύσων ὁ Χηνεύς, 700 до н. э. — неизвестно) — древнегреческий мудрец, один из Семи мудрецов (по списку Платона).
Родом из Хен, этейской или лаконской деревушки. По другим сведениями (Диоген Лаэртский), родом из Итии (современная Сития) на Крите. Его отец был тираном. Жизнь свою провёл тихо и незаметно в деревушке. Диоген Лаэртский приводит сведения о нескольких мудрых изречений Мисона.